# Sungai Baram
Der Baram (malaiisch Sungai Baram oder Batang Baram) ist ein Fluss auf Borneo in Malaysia.

## Geografie
Der Fluss fließt durch den malaysischen Bundesstaat Sarawak und ist mit 400 km der zweitlängste Fluss Sarawaks. Der Baram entspringt im Irangebirge im Zentrum Borneos und mündet im Nord der Insel als Schwarzwasserfluss in das Südchinesische Meer. Sei Einzugsgebiet von 22100 km² umfasst nahezu die gesamte Verwaltungsdivision Miri. Seine Hauptzuflüsse sind der Sungai Tinjar von links und der Sungai Tutoh von rechts.